# Bérenger Guillot
Bérenger Guillot ou Guihlot  (mort en 1429), est un ecclésiastique français qui fut archevêque d'Auch de 1408 à 1425.

## Biographie
Bérenger Guillot, originaire du diocèse de Castres, est l'administrateur de l'archidiocèse d'Auch pendant les fréquentes absences du titulaire du siège le cardinal Jean d'Armagnac. Après la mort du prélat, bien que septuagénaire, il est élu archevêque par le chapitre de chanoines d'Auch le 3 novembre 1408 confirmé par l'antipape Benoit XIII le 10 décembre 1408 et consacré le 10 juin 1409.
Il doit alors faire face aux prétentions d'un dénommé Pierre qui muni d'une bulle pontificale de Grégoire XII lui conteste la titre et s'empare des biens de l'archidiocèse dépendant des États du roi de France et du comte de Foix. Bérenger résilie sa fonction en 14 février 1425 en faveur de Philippe Ier de Levis. Le pape Martin V lui accorde alors la commende de l'évêché d'Agde  et le titre archiépiscopal d'archevêque titulaire de Tyr. Il ne conserve son nouvel évêché qu'environ 14 mois et meurt en 1429